# Galvarino Apablaza
Galvarino Sergio Apablaza Guerra (Santiago, 9 de noviembre de 1950) es un exguerrillero chileno y uno de los fundadores del FPMR (Frente Patriótico Manuel Rodríguez). Llegó a ser el líder de dicha organización desde 1988 hasta el 2001. Como tal, es sindicado como el autor intelectual del homicidio del senador y fundador de la UDI, Jaime Guzmán Errázuriz, ocurrido el 1 de abril de 1991, y del secuestro de Cristián Edwards, a mediados del mismo año. Reside en Argentina donde en 2010 se le concedió asilo político y en 2017, bajo el gobierno de Mauricio Macri, se le retiró ese estatus.

## Biografía

### Primeros años
Hijo de Galvarino Apablaza, un suboficial de ejército que murió en 1986, y de Luisa Guerra Urrutia, era el antepenúltimo de seis hermanos. Entre sus hermanos todos llegaron a completar los estudios secundarios y los mayores se vieron obligados a trabajar en los últimos años de su enseñanza, como una forma de contribuir a las necesidades del hogar. Esto le brindó a Galvarino la oportunidad de ingresar a la universidad y por ser el primero y el único de los hijos con la posibilidad de continuar estudios superiores, se constituyó en una suerte de "orgullo" familiar.
En sus años de universidad definió su conciencia política, integrándose en 1968 a las Juventudes Comunistas. Al cabo del primer año, fue elegido como representante de la facultad ante la Federación de Estudiantes de Chile. Luego del golpe de Estado del 11 de septiembre de 1973, fue detenido y deambuló por distintos centros de detención como Londres 38, el Estadio Chile, la Cárcel Pública de Santiago, la ex-Penitenciaría, Tres Álamos y Puchuncaví. El 5 de septiembre de 1974, fue expulsado del país rumbo a Panamá junto a otros 124 chilenos en calidad de exiliados políticos. Desde allí, por razones de salud, decidió trasladarse a Cuba, llegando a la isla en diciembre de 1974. Allí se hizo conocido bajo el apodo de "Compay".

### Militancia comunista
Luego de un tiempo en La Habana, aceptó la oferta de su partido cuando éste le propuso enrolarse en “un nuevo ejército para liberar a Chile del fascismo”. En ese contexto despuntó como el líder natural del joven destacamento militar del Partido Comunista, desde los inicios del proyecto en 1975. Egresado de la Escuela Militar Camilo Cienfuegos, alcanzó el grado de comandante, el más alto en el aparato militar del Partido Comunista, en la especialidad de artillería. Desde ese momento pasó a ser conocido como el “Comandante Salvador”. 
Su ascenso al Comité Central del Partido Comunista de Chile, en 1978, fue una señal de que el partido jugaba todas sus cartas en su figura para sacar adelante su proyecto armado. Sin embargo, la colectividad nunca se preocupó de conocer realmente su pensamiento. Su prueba de fuego como “comandante” llegó en 1979, cuando el contingente chileno debió viajar a Nicaragua para apoyar al Frente Sandinista de Liberación Nacional que luchaba en ese momento por derrocar al gobierno de Anastasio Somoza Debayle.
Luego de la victoria sandinista, el “comandante Salvador”, fue uno de los primeros en entrar al búnker del derrocado dictador, encabezando un grupo rebelde que arribó a Managua al amanecer del 20 de julio de 1979.
Para ejercer su liderazgo entre los chilenos, Apablaza contaba con un círculo de incondicionales entre los que contaban Raúl Pellegrin, y Juan Gutiérrez Fischmann, el “Chele”, este fue uno de los últimos en plegarse al grupo y tenía inmejorables vínculos con la dirigencia cubana, ya que su suegro era Raúl Castro, hermano de Fidel Castro. Por otro lado se especula que gracias a su lealtad a Apablaza, Pellegrín asumió como jefe máximo del Frente Patriótico Manuel Rodríguez cuando sus primeros mandos ingresaron a Chile, procedentes de Cuba en 1983. 
Pese a todo Apablaza optó por regresar clandestinamente a Chile a comienzos de 1986, cuando se integró al Trabajo Político del Frente Patriótico Manuel Rodríguez, pero después de conocida la internación de armas de Carrizal Bajo y fracasado el atentado contra Augusto Pinochet, debió regresar rápidamente a Cuba. En ambas operaciones, por lo demás, no participó en la línea operativa. Protegido por el régimen cubano y primero en la línea jerárquica de los oficiales chilenos de las FAR, nunca estuvo en misiones arriesgadas. 
Sólo volvió a ingresar a Chile tras la muerte de Raúl Pellegrin en octubre de 1988. Entonces, asumió plenamente la jefatura del FPMR-Autónomo, la facción más radical del frentismo, que un año antes se había separado del Partido Comunista. Para conducir al FPMR-A, “Salvador” articuló una dirección junto al “Chele” y Mauricio Hernández Norambuena, “Ramiro”. Según investigaciones judiciales posteriores, fue al interior de este trío donde habrían surgido las órdenes para el asesinato del senador Jaime Guzmán y del secuestro de Cristián Edwards, ambos hechos ocurridos en 1991. Luego de estos sucesos, Apablaza nuevamente debió abandonar el país, regresando a Cuba. En 1994 el “comandante Salvador” decidió trasladarse definitivamente a Sudamérica, para establecerse en Argentina. 
A fines del año 2000 las discrepancias entre “Salvador” y el resto de los comandantes que abogaban por una línea más militarista, terminaron por quebrar a la cúpula del FPMR, haciendo que Apablaza, en abierto desacuerdo con “Ramiro” y el “Chele”, decidiera abandonar la organización.
En el 2001, Apablaza ratificó públicamente su alejamiento del FPMR en una carta dirigida a la militancia, donde criticó con fuerza que se haya impuesto en la organización “una mentalidad operativa que busca vencer y no convencer”, donde “la eficacia política se ve asociada al carácter operativo de la acción y no a su pensamiento”. Luego de su salida de la cúpula del FPMR, se supo que Apablaza creó un grupo denominado Identidad Rodriguista, en el cual intento plasmar sus ideas políticas, junto a varios ex-frentistas que lo acompañaron en este proyecto.

### Exilio en Argentina
Apablaza es acusado de ser el autor intelectual del asesinato de Jaime Guzmán y el secuestro de Cristián Edwards y, a pedido de la Justicia chilena, se extendió una orden de captura de la Interpol en su contra en junio de 2004.
No se habían vuelto a tener noticias concretas de él hasta el 29 de noviembre del 2004, cuando, en un operativo especial de la policía argentina, fue apresado en la localidad de Moreno, provincia de Buenos Aires, donde residía bajo el falso nombre de "Héctor Daniel Mondaca" desde hacía varios años junto a su pareja, la periodista chilena Paula Chahín, quien es empleada en la Secretaría de Medios de la Presidencia, y sus tres hijos de nacionalidad argentina.
Fue recluido durante siete meses en la Cárcel de la Unidad de Investigaciones Antiterroristas de Buenos Aires, en espera de que se resolviera su situación procesal. El 4 de julio del 2005, el juez del caso, Claudio Bonadío, decidió no conceder el pedido de extradición a Chile, entendiendo que en ese país se había afectado su derecho al debido proceso y a la defensa. El 5 de julio de 2005 a Apablaza se le concedió la libertad bajo una fianza de U$S 3500, y con expresa prohibición de abandonar Moreno, en donde reside hasta la actualidad.
El Gobierno chileno apeló el fallo ante la Corte Suprema de Argentina, en tanto que Apablaza Guerra solicitó al Gobierno argentino la condición de refugiado político al considerar que en su país es perseguido por las autoridades.
Presuntamente, Mauricio Hernández Norambuena, excompañero de militancia de Apablaza, lo habría acusado en declaraciones posteriores de estar involucrado en los dos hechos que se le imputan, provocando la reactivación del caso.
En septiembre de 2010, la Corte Suprema argentina autorizó la extradición y señaló que la decisión final estaría en manos del Poder Ejecutivo en vista de los derechos que le corresponden al acusado por aplicación de la Ley General de Reconocimiento y Protección al Refugiado. El fallo de la Corte destacó que tal legislación sostiene que "ningún refugiado podrá ser expulsado, devuelto o extraditado a otro Estado cuando haya razones fundadas para creer que estaría en peligro su derecho a la vida, a la libertad y a la seguridad de su persona".
El 30 de septiembre de 2010, el Poder Ejecutivo decidió otorgarle a Apablaza el asilo político, por lo cual finalmente no fue extraditado. El gobierno argentino extendió un informe al gobierno chileno justificando esta decisión, en donde incluía el fallo de la Corte y un informe técnico de la Comisión Nacional para los Refugiados (CONARE). El 15 de octubre de 2010 el gobierno chileno, a través de su representante en el caso, el abogado argentino Gustavo Gené, presentó un recurso ante la CONARE para que se revise la decisión. El 5 de diciembre de 2017, el gobierno argentino decide retirarle el estatus de refugiado político, abriéndose la posibilidad de una extradición a Chile.